# Francia-belga képregények magyarul
A "francia-belga" képregény összefoglaló elnevezést az eredetileg francia nyelven, Franciaországban, Belgiumban vagy Svájc francia részén készült vagy megjelent képregényekre használják.
Magyarul rengeteg francia-belga képregény jelent meg újságokban és magazinokban, többek között az újvidéki Buksiban, a Pajtásban, a Kockásban, a Füles rejtvényújságban, később a Kreténben, a Tiszta Diliben és a Fekete-Fehér képregényantológiában.
Az alábbi lista csak az önálló megjelenéseket tartalmazza.

## Sorozatok
| Magyar cím              | Eredeti cím                         | Évek      | Kiadó               | Kötet | Megjegyzés                                                                   |
| ----------------------- | ----------------------------------- | --------- | ------------------- | ----- | ---------------------------------------------------------------------------- |
| Agatha Christie sorozat | Agatha Christie                     | 2008      | Partvonal           | 4     |                                                                              |
| Anselme Lanturlu        | Anselme Lanturlu                    | 1991-1993 | Gondolat            | 2     |                                                                              |
| Asterix                 | Astérix                             | 1975-1987 | LKNYM Forum         | 25    | újvidéki kiadás                                                              |
| Asterix                 | Astérix                             | 1989-2000 | Egmont              | 12    |                                                                              |
| Asterix                 | Astérix                             | 2010-     | Egmont / Móra       | 37    | 1-14 és 35 Egmont, 15-34 és 36-37 Móra; a korábbi részeket a Móra újranyomja |
| Barbarella              | Barbarella                          | 2017-2018 | Nero Blanco Comix   | 2     |                                                                              |
| A Biblia felfedezése    | Découvrir la Bible                  | 1988-1991 | Fabula              | 8     | befejezett sorozat                                                           |
| Borz úr és Róka asszony | Monsieur Blaireau et Madame Renarde | 2010-2011 | Könyvmolyképző      | 3     |                                                                              |
| Disznóól                | La foire aux cochons                | 2005      | Titkos Fiók         | 1     |                                                                              |
| Hupikék Törpikék        | Les Schtroumpfs                     | 1988-1990 | Fabula              | 5     |                                                                              |
| Hupikék Törpikék        | Les Schtroumpfs                     | 2009      | Manó könyvek        | 2     |                                                                              |
| Hupikék Törpikék        | Les Schtroumpfs                     | 2017-     | Móra                | 5     |                                                                              |
| Ideafix és a rebellisek | Idéfix et les irreductibles         | 2022-     | Móra                | 1     |                                                                              |
| Incal                   | L'Incal                             | 2017-2019 | Pesti Könyv         | 6     | befejezett sorozat                                                           |
| Joe Bar Team            | Joe Bar Team                        | 2001      | MTSI                | 1     |                                                                              |
| Juli, Klári, Cili       | Julie, Claire, Cécile               | 1991      | Semic Interprint    | 1     |                                                                              |
| Largo Winch             | Largo Winch                         | 2007-2010 | Képes Kiadó         | 4     |                                                                              |
| Lucky Luke              | Lucky Luke                          | 2006-     | Pesti Könyv         | 45    |                                                                              |
| Marci                   | Cédric                              | 2002      | Passage             | 4     |                                                                              |
| Megváltás               | Rédemption                          | 2020-2021 | Képes Krónikák      | 2     | befejezett sorozat                                                           |
| Metabárók               | La caste des métabarons             | 2021-     | Magnum Opus         | 1     |                                                                              |
| A metabárók kasztja     | La caste des métabarons             | 2008      | Delta Vision        | 1     |                                                                              |
| Minyonok                | Les Minions                         | 2015-     | Pesti Könyv         | 3     |                                                                              |
| Murena                  | Muréna                              | 2018-     | Pesti Könyv         | 4     |                                                                              |
| Papyrus                 | Papyrus                             | 1997      | Egmont              | 4     |                                                                              |
| Persepolis              | Persépolis                          | 2007-2008 | Nyitott Könyvműhely | 2     | befejezett sorozat                                                           |
| Pif és Herkules         | Pif et Hercule                      | 2014      | Nero Blanco Comix   | 1     |                                                                              |
| A rabbi macskája        | Le chat du rabbin                   | 2005      | Vándorkő            | 1     |                                                                              |
| A Reménység úttörői     | Les Pionniers de l'Espérance        | 2011-2015 | Nero Blanco Comix   | 3     |                                                                              |
| Sörmesterek             | Les maîtres de l'orge               | 2006-2008 | Képes Kiadó         | 2     |                                                                              |
| Szörny-tetralógia       | Tétralogie du Monstre               | 2006-2010 | Titkos Fiók         | 4     | befejezett sorozat                                                           |
| Talpraesett Tom         | Lucky Luke                          | 1975-1987 | LKNYM Forum         | 24    | újvidéki kiadás                                                              |
| Teddy Ted               | Teddy Ted                           | 2012-2014 | Nero Blanco Comix   | 2     |                                                                              |
| Tintin                  | Tintin                              | 1989      | IPV                 | 1     |                                                                              |
| Tintin                  | Tintin                              | 1994      | Egmont              | 2     |                                                                              |
| Tintin                  | Tintin                              | 2008-2011 | Egmont              | 11    |                                                                              |
| Titeuf                  | Titeuf                              | 2009      | Athenaeum           | 1     |                                                                              |
| A torony                | Donjon                              | 2005      | Dragon Rouge        | 1     |                                                                              |
| Történelmet írtak       | Ils ont fait l'histoire             | 2020-     | Aion Publishing     | 8     |                                                                              |
| Villám Vili             | Lucky Luke                          | 1989-1990 | Egmont              | 2     |                                                                              |
| XIII                    | XIII                                | 2004-     | Krak / Vitanum      | 5     | 1-4 Krak, 5: Vitanum                                                         |

## Egyedi kiadványok
| Magyar cím                           | Eredeti cím                                  | Szöveg                                     | Rajz              | Év   | Kiadó, megjegyzés                   |
| ------------------------------------ | -------------------------------------------- | ------------------------------------------ | ----------------- | ---- | ----------------------------------- |
| Akasztottak balladája                | Jour J: La ballade des pendus / Le dieu vert | Fred Duval / Jean-Pierre Pécau             | Farkas Lajos      | 2018 | Nero Blanco Comix                   |
| Angry Mum felkapja a vizet           | Angry Mum s'énerve / Angry Mum voit rouge    | Hélène Becquelin                           | Hélène Becquelin  | 2014 | Nero Blanco Comix, egyedi válogatás |
| Asszonybeszéd                        | Broderies                                    | Marjane Satrapi                            | Marjane Satrapi   | 2010 | Nyitott Könyvműhely                 |
| Auriac, az első keresztények barátja | Auriac                                       | Jean Hanotte / Benoît Despas               | Marco Venanzi     | 2009 | Új Ember kiadó                      |
| Barangolás(ok)                       | Promenade(s)                                 | Pierre Wazem                               | Pierre Wazem      | 2015 | Nero Blanco Comix                   |
| Falomlás (antológia)                 | Après le mur                                 |                                            |                   | 1990 | Interprint, nemzetközi antológia    |
| Hódítók végzete                      | Les armées du conquérant                     | Jean-Pierre Dionnet és mások               | Jean-Claude Gal   | 2007 | Delta Vision                        |
| Az idegen                            | L'étranger                                   | Albert Camus nyomán Jacques Ferrandez      | Jacques Ferrandez | 2018 | Athenaeum                           |
| Jegyzetfüzet                         | Notes                                        | Boulet                                     | Boulet            | 2014 | Nero Blanco Comix, egyedi válogatás |
| A kis herceg                         | Le petit prince                              | Antoine de Saint-Exupéry nyomán Joann Sfar | Joann Sfar        | 2009 | Vad Virágok Könyvműhely             |
| Sötét tükör                          | Corps obscur                                 | Ptiluc                                     | Ptiluc            | 2015 | Titkos Fiók                         |
| Vincent és Van Gogh                  | Vincent et Van Gogh                          | Gradimir Smudja                            | Gradimir Smudja   | 2006 | Nyitott Könyvműhely                 |